# Karin Thunberg
Karin Thunberg, född 18 november 1949 på Tjurkö i Blekinge, är en svensk journalist och författare. Hon har varit verksam på Svenska Dagbladet sedan 1980. Här har hon bland mycket annat arbetat på Idagsidan där hon i flera år hade Marianne Fredriksson som chef.
Hon har tillsammans med Lotta Insulander-Lindh skrivit boken I lagens famn (1996). Hon har även skrivit Mellan köksfönstret och evigheten: om kärlek, vänskap och arbete (2006), Mellan köksfönstret och evigheten (2007, Brombergs),  En dag ska jag berätta om mamma (2008, Brombergs) och Osynligt sjuk : medan livet passerar (2019, Brombergs) tillsammans med Karin Alvtegen. Hon är författare till pjäsen Lyckans kor. 
Hon fick ett journaliststipendium på 30 000 kronor ur stipendiefonden Albert Bonniers hundraårsminne 1994, och tilldelades Guldpennan 2002. År 2015 tilldelades hon tidningen Journalistens pris "Årets stilist". Motiveringen löd: "För att hon med reportage och intervjuer under en omfattande karriär brutit ny stilistisk mark för många journalister. Kunskap och närhet till stoffet växer fram ur personligt tilltal, trogen återgivning av mänskliga röster och omsorg om detaljen i ordval och meningsbyggnad.".